# Половцов, Лев Викторович
Лев Ви́кторович По́ловцов (1867 — 1936) — русский общественный деятель и политик, член Государственной думы 3-го и 4-го созывов от Новгородской губернии.

## Биография

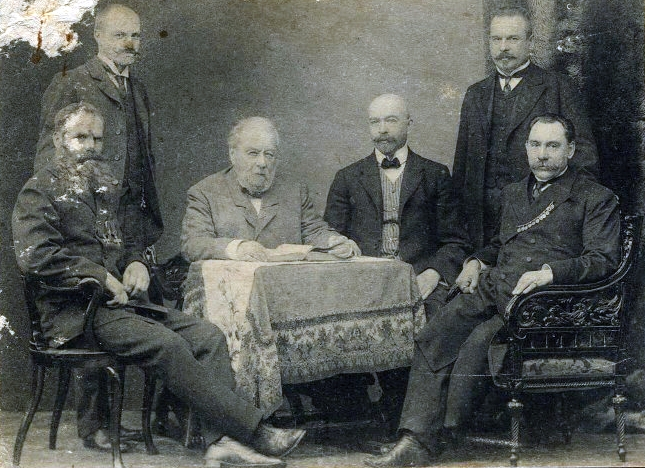
Члены III Государственной думы от Новгородской губернии. Л. В. Половцов — крайний справа, стоит.

Из потомственных дворян Новгородской губернии. Землевладелец Боровичского уезда (862 десятины).
Окончил Демидовский юридический лицей со степенью кандидата прав, был оставлен в лицее для приготовления к профессорскому званию по кафедре гражданского права. Из-за болезни глаз был вынужден оставить научную деятельность, в 1893—1902 годах состоял инспектором лицея.
Затем перешел на службу в Министерство внутренних дел: сначала был начальником законодательного отдела департамента общих дел, впоследствии состоял чиновником особых поручений при министре внутренних дел. Пользовался доверием Столыпина. Состоял директором и председателем Совета Санкт-Петербургского телеграфного агентства.
Занимался общественной деятельностью в родной губернии: избирался гласным Боровичского уездного и Новгородского губернского земских собраний, почетным мировым судьей, боровичским уездным предводителем дворянства (1914—1917). Дослужился до чина действительного статского советника (1914).
Осенью 1905 года, на фоне революционных событий, принял участие в организации Партии правового порядка, входил в её Санкт-Петербургское бюро пропаганды. В январе 1906 года покинул партию с другими членами бюро, чтобы создать более умеренный Конституционно-монархический союз.
В 1907 году был избран в члены Государственной думы от Новгородской губернии съездом землевладельцев. Входил во фракцию октябристов, в мае 1909 года был исключен из фракции вместе с другими правыми октябристами. Позднее входил во фракцию умеренно-правых, а с 3-й сессии — в русскую национальную фракцию. Был членом Совета фракции. Состоял секретарем комиссии по направлению законодательных предположений, а также членом комиссий: финансовой, бюджетной, о неприкосновенности личности, по рабочему вопросу, согласительной. Одобрял введение земских учреждений в Западном крае, а во время политического кризиса, вызванного провалом законопроекта в Государственном Совете и принятием закона Высочайшим указом, поддерживал действия Столыпина.
В 1909—1910 годах был одним из лидером Партии умеренно-правых, в январе 1910 года вошел в Совет Всероссийского национального союза. Руководил работой местных отделов ВНС.
В 1912 году был вновь избран членом Государственной думы от Новгородской губернии. Входил во фракцию русских националистов и умеренно-правых (ФНУП), после её раскола в августе 1915 — в группу сторонников П. Н. Балашова. Состоял членом комиссий: о путях сообщения, сельскохозяйственной, по рыболовству, по направлению законодательных предложений, продовольственной. Критиковал курс правительства, не вступая в Прогрессивный блок.
В августе 1917 года участвовал в Государственном совещании в Москве. Стал одним из организаторов Добровольческой армии, был начальником хозяйственной части. Участвовал в 1-м Кубанском походе. В 1921 году вошел в Русский совет.
После поражения Белых армий эмигрировал во Францию, жил в Париже. Участвовал в деятельности правоцентристских организаций. собрал воспоминания о 1-м Кубанском походе и его вождях в книге «Рыцари Тернового венца». Позднее переехал в Уругвай.
В 1936 году покончил жизнь самоубийством в момент тяжелой болезни.

## Семья
Был женат, имел четверых детей, среди которых:
- Юрий (1887—?), штабс-ротмистр, участник 1-го Кубанского похода и Белого движения. Умер в эмиграции[1][2].

## Награды
- Орден Святого Станислава 3-й степени (1896)
- Орден Святой Анны 3-й степени
- Орден Святой Анны 2-й степени (1903)
- Орден Святого Владимира 4-й степени (1915)

- медаль «В память царствования императора Александра III»
- медаль «В память 300-летия царствования дома Романовых» (1913)
- медаль «За спасение погибавших»

## Сочинения
- Рыцари Тернового Венца. — Прага, 1923.